# L'Anse (Míchigan)
L'Anse es una villa ubicada en el condado de Baraga en el estado estadounidense de Míchigan. Es sede condado de Baraga. En el Censo de 2010 tenía una población de 2011 habitantes y una densidad poblacional de 0,31 personas por km².

## Geografía
L'Anse se encuentra ubicada en las coordenadas 46°45′10″N 88°26′53″O / 46.75278, -88.44806. Según la Oficina del Censo de los Estados Unidos, L'Anse tiene una superficie total de 6552.67 km², de la cual 6547.46 km² corresponden a tierra firme y (0.08%) 5.18 km² es agua.

## Demografía
Según el censo de 2010, había 2011 personas residiendo en L'Anse. La densidad de población era de 0,31 hab./km². De los 2011 habitantes, L'Anse estaba compuesto por el 88.66% blancos, el 1.39% eran afroamericanos, el 4.97% eran amerindios, el 0.2% eran asiáticos, el 0% eran isleños del Pacífico, el 0.15% eran de otras razas y el 4.62% pertenecían a dos o más razas. Del total de la población el 0.94% eran hispanos o latinos de cualquier raza.